# Spitzkletten
Die Spitzkletten (Xanthium) sind eine Pflanzengattung in der Unterfamilie der Asteroideae innerhalb der Familie der Korbblütler (Asteraceae).

## Beschreibung

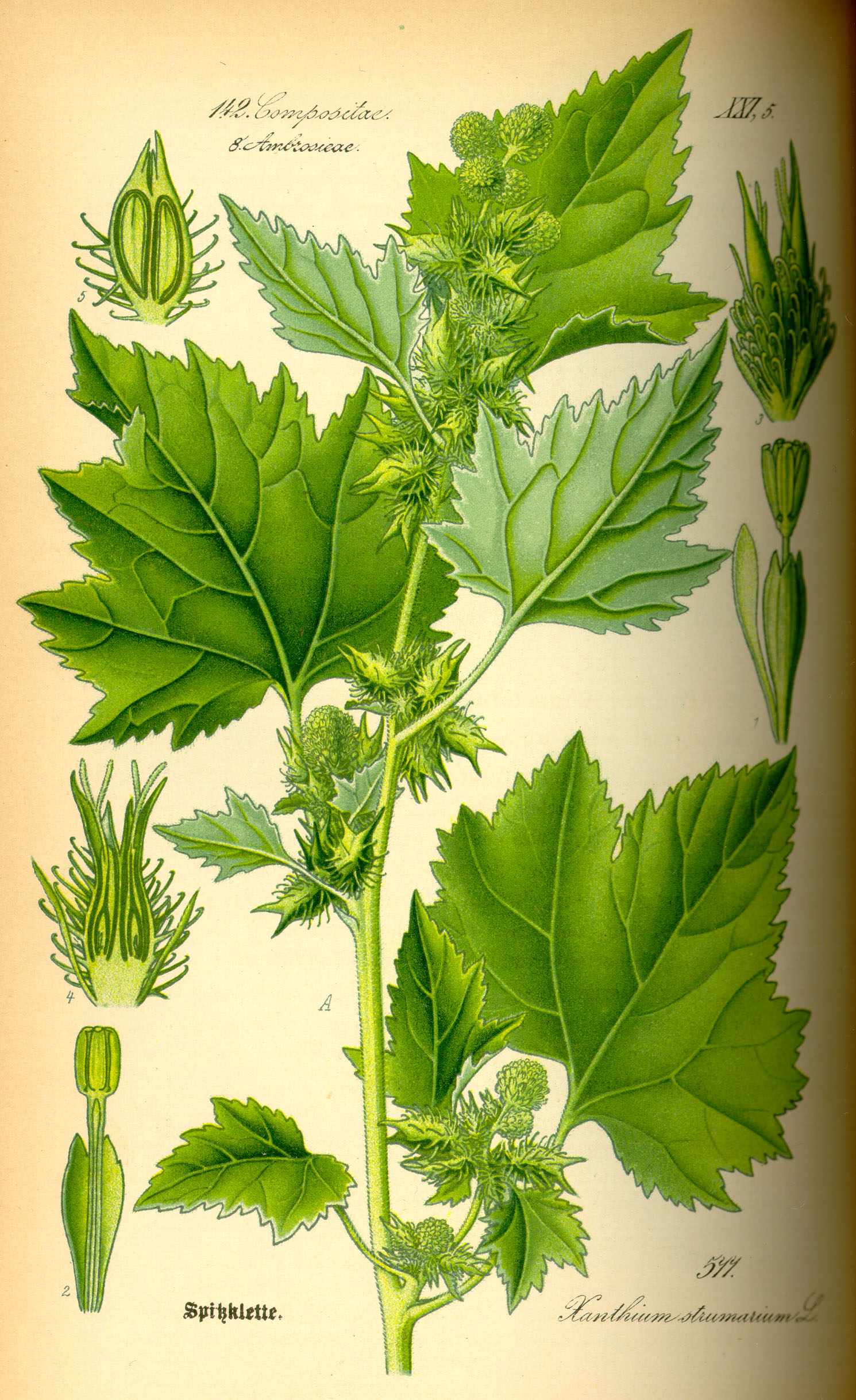
Illustration von Gewöhnliche Spitzklette (Xanthium strumarium)

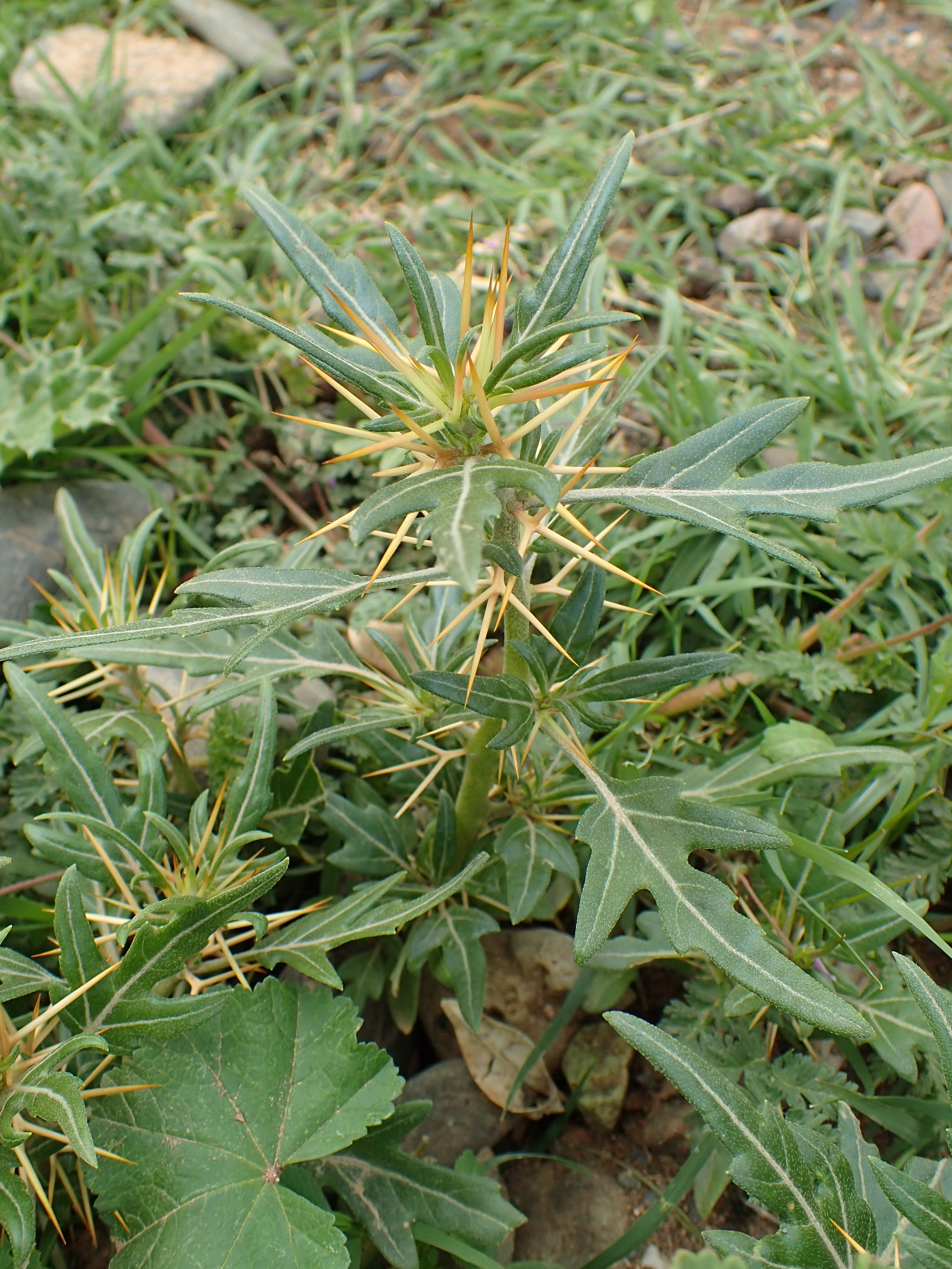
Dornige Spitzklette (Xanthium spinosum)

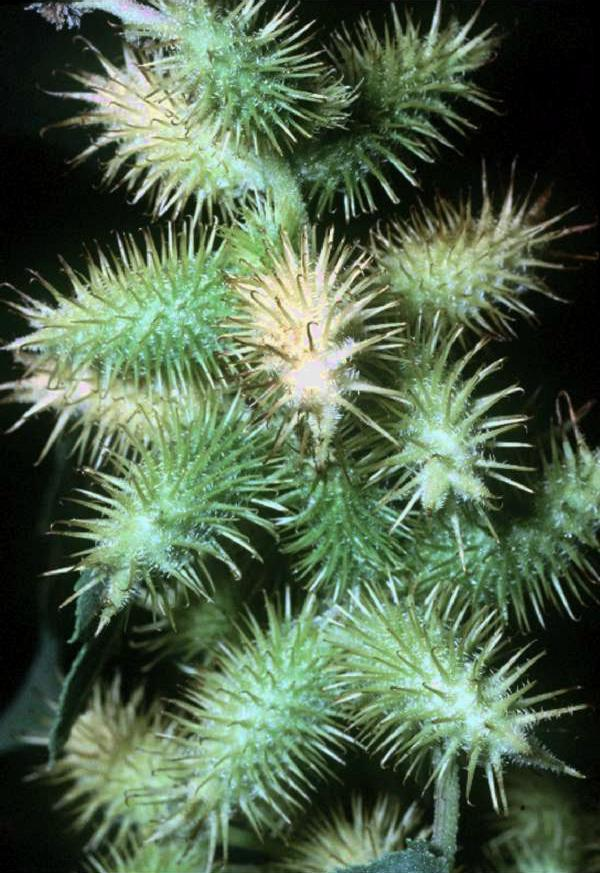
Die „Kletten“ sind die Diasporen der Xanthium-Arten, hier von der Gewöhnlichen Spitzklette (Xanthium strumarium).

### Vegetative Merkmale
Xanthium-Arten wachsen meist als einjährige krautige Pflanzen, die Wuchshöhen von 10 bis über 200 Zentimeter erreichen. Die aufrechten Stängel sind verzweigt. Die meist wechselständigen (zwei bis sechs können auch gegenständig sein) Laubblätter sind gestielt und einfach bis gelappt. Der Blattrand ist glatt bis gezähnt.

### Generative Merkmale
Xanthium-Arten sind einhäusig getrenntgeschlechtig (monözisch). Die diskusförmigen, kleinen, körbchenförmigen Blütenstände stehen selten einzeln, meist in verzweigten Gesamtblütenständen zusammen. Die Blütenkörbe enthalten nur Blüten eines Geschlechtes. Die männlichen Blütenkörbchen sind tellerförmig abgeflacht, weisen einen Durchmesser von 3 bis 5 mm auf, enthalten 6 bis 16 Hüllblätter in ein bis zwei Reihen und 20 bis über 50 funktional männliche Blüten mit weißlichen, trichterförmigen, fünflappigen Blütenkronen. Die Staubfäden sind verwachsen. Die weiblichen Blütenkörbchen weisen während der Blütezeit einen Durchmesser von 2 bis mehr als 5 mm auf und später als Fruchtkörbchen weisen sie einen Durchmesser von 6 bis über 20 Millimeter auf. Ihre 30 bis über 75 Hüllblätter stehen in sechs bis über zwölf Reihen; ihre Spitzen sind mehr oder weniger gekrümmt und bilden während der Fruchtreife harte Dornen. Die weiblichen Blütenkörbchen enthalten nur zwei Blüten ohne Kronblätter.
Die schwarzen Achänen besitzen keinen Pappus und werden in den dornigen, zweikammerigen Fruchtkörbchen (es sind in diesem Fall die Diasporen), den „Kletten“, verbreitet. Sie nutzen den Kletteffekt, indem sie am Fell vorbeistreifender Tiere oder an Treibgut hängen bleiben und so ausgebreitet werden.

## Systematik und Verbreitung
Die Gattung Xanthium wurde durch Carl von Linné aufgestellt. Der botanische Gattungsname Xanthium leitet sich vom griechischen Wort xanthos für gelb ab und bezieht sich darauf, dass früher aus einer der Arten ein gelber Farbstoff gewonnen wurde.
Die Gattung Xanthium gehört zur Tribus Ambrosiinae in der Unterfamilie der Asteroideae innerhalb der Familie Asteraceae.
Die Xanthium-Arten sind ursprünglich in der Neuen Welt beheimatet. Sie sind in weiten Teilen der Welt Neophyten.
Die Systematik der Gattung der Spitzkletten (Xanthium) wird kontrovers diskutiert. Nach molekulargenetischen Untersuchungen gibt es bei Tomasello 2018 nur noch fünf Arten mit wenigen Unterarten.
Nach Tomasello 2018 sind nur noch fünf Arten akzeptiert:
- Xanthium ambrosioides Hook. & Arn.
- Xanthium chinense Mill.
- Xanthium orientale L.
- Xanthium spinosum L.
- Xanthium strumarium L.

### Botanische Geschichte
In der Gattung der Spitzkletten (Xanthium) gibt es zwei bis drei (4 bis 25 Arten je nach Autor), so ist diese unvollständige Zusammenstellung ab und zu auffindbar:
- Ufer-Spitzklette (Xanthium albinum (Widder) H.Scholz): Mit zwei Unterarten:
  - Elbe-Spitzklette oder Dickköpfige Ufer-Spitzklette (Xanthium albinum L. subsp. albinum)
  - Östliche Ufer-Spitzklette oder Schlankköpfige Ufer-Spitzklette (Xanthium albinum subsp. riparium (Čelak.) Widder & Wagenitz)
- Dornige Spitzklette (Xanthium spinosum L.)
- Gewöhnliche Spitzklette oder Stechende Spitzklette (Xanthium strumarium L., Syn.: Xanthium pungens Wallroth, Xanthium sibiricum Patrin): Mit mehreren Varietäten:
  - Kanadische Spitzklette oder Italienische Spitzklette, Orient-Spitzklette, Großfrüchtige Spitzklette, Zucker-Spitzklette (Xanthium strumarium var. canadense (Mill.) Torr. & A.Gray, Syn.: Xanthium italicum Moretti, Xanthium orientale L., Xanthium saccharatum Wallr.)
  - Xanthium strumarium var. glabratum (DC.) Cronquist
  - Xanthium strumarium var. japonicum (Widder) Hara
  - Xanthium strumarium L. var. strumarium

oder beispielsweise:
- Xanthium orientale L.: Je nach Autor gibt es einige Unterarten:
  - Orient-Spitzklette (Xanthium orientale L. subsp. orientale)
  - Xanthium orientale subsp. californicum (Greene) Greuter
  - Italienische Spitzklette (Xanthium orientale subsp. italicum (Moretti) Greuter)
  - Ufer-Spitzklette, Östliche Ufer-Spitzklette oder Schlankköpfige Ufer-Spitzklette (Xanthium orientale subsp. riparium (Čelak.) Greuter)

## Nutzung
Von manchen Arten können die grünen Pflanzenteile und die Samen roh oder gekocht gegessen werden. Manche Arten werden medizinisch genutzt. Die Samen der Xanthium stromarium sind stark giftig.

## Namensähnlichkeit
Die Gattung Spitzkletten (Xanthium) sollte nicht mit der Gattung Kletten (Arctium), beispielsweise Große Klette (Arctium lappa), verwechselt werden.